# Козорезов, Андрей Акимович
Андре́й Аки́мович Козоре́зов (26 октября 1918, Останкова, Московская область — 11 июля 1986, Москва) — советский военнослужащий, Герой Советского Союза (1943), подполковник (1970).

## Биография
Родился 26 октября 1918 года в деревне Останкова Фатежского уезда Курской губернии (ныне Золотухинского района Курской области). Окончил 7 классов школы. Работал на Днепропетровском металлургическом заводе.
В армии с октября 1938 года. Служил в пограничных войсках НКВД (в Забайкалье).
Участник Великой Отечественной войны: в феврале 1943 — феврале 1944 — красноармеец, наводчик орудия и командир огневого взвода 63-го отдельного истребительно-противотанкового дивизиона. Воевал на Центральном, Белорусском и 1-м Белорусском фронтах. Участвовал в Курской битве, Черниговско-Припятской, Гомельско-Речицкой и Калинковичско-Мозырской операциях.
Особо отличился 15 октября 1943 года при форсировании реки Днепр у посёлка Лоев (Гомельская область, Белоруссия). Взвод под его командованием в числе первых преодолел реку под огнём противника. В боях за расширение плацдарма всегда находился в боевых порядках стрелковых подразделений и способствовал наступлению.
За мужество и героизм, проявленные в боях, указом Президиума Верховного Совета СССР от 30 октября 1943 года старшине Козорезову Андрею Акимовичу присвоено звание Героя Советского Союза с вручением ордена Ленина и медали «Золотая Звезда».
В 1945 году окончил курсы младших лейтенантов при Саратовском училище войск НКВД. Служил помощником начальников и начальником гарнизона в охране особо важных объектов. В 1950 году окончил Военное училище войск МВД (город Владикавказ), в 1953 году — Рижскую школу усовершенствования офицерского состава МВД СССР. С апреля 1953 года служил командиром роты и начальником колонны в военно-строительных частях, заместителем начальника штаба военно-строительного полка. С марта 1972 года подполковник А. А. Козорезов — в запасе.

Могила Козорезова на Кунцевском кладбище Москвы.

Жил в Москве. Умер 11 июля 1986 года. Похоронен на Кунцевском кладбище в Москве.

## Награды
- Медаль «Золотая Звезда» (30.10.1943);
- орден Ленина (30.10.1943);
- 2 ордена Отечественной войны 1-й степени (1.09.1943; 11.03.1985);
- орден Красной Звезды;
- медали.